# Tver
Tver (russisk: Тверь, tr. Tver) er en by i det vestlige Rusland, som er det administrative center for Tver oblast. Byen har 424.969 (2021) indbyggere. Tver ligger hvor Volgafloden og Tvertsafloden løber sammen. Byen var kendt som Kalinin (russisk: Кали́нин) fra 1931 til 1990 efter Sovjetunionens formelle statsoverhoved Mikhail Kalinin.

## Historie
Tvers oprindelse er ukendt. Byen blev første gang nævnt skriftligt i 1135 . Alexander Nevskij gjorde Tver til hovedstad i et selvstændigt fyrstedømme, Tver, i 1246. Fyrstedømmet voksede sig stort og rigt, ikke mindst fordi det lå bedre beskyttet imod Den Gyldne Hordes angreb end mange andre russiske byer, og konkurrerede længe med Moskva om førstepladsen blandt de russiske fyrstedømmer. 12. september 1485 blev byen indtaget af storfyrste Ivan III af Moskva og Tver mistede sin uafhængighed.
Som følge af en omfattende brand i 1763 blev hele byen genopbygget i nyklassisistisk stil.
Byen var under tysk okkupation fra oktober til december 1941 og blev udsat for omfattende ødelæggelser.